# Jack the Dog
Jack the Dog è un film del 2001 del regista Bobby Roth.

## Trama
"Jack the Dog" (in inglese Jack il cane) è il soprannome che viene dato a un appassionato fotografo che ha trascorso il suo tempo libero andando a letto con innumerevoli donne, anche se sposato. Jack fa di tutto per resistere ai sensi di colpa e quando la moglie decide di trasferirsi a Londra, gli viene offerta una prova di responsabilità: occuparsi di suo figlio.